# 六甲山上站
六甲山上站（日语：／ Rokkō Sanjō eki */?）是位於兵庫縣神戶市灘區一谷，六甲山觀光六甲纜索線（六甲纜車）的車站。相當於六甲纜車的山上站。車站大樓是一座裝飾藝術風格的建築物，具有建築價值。

## 歷史

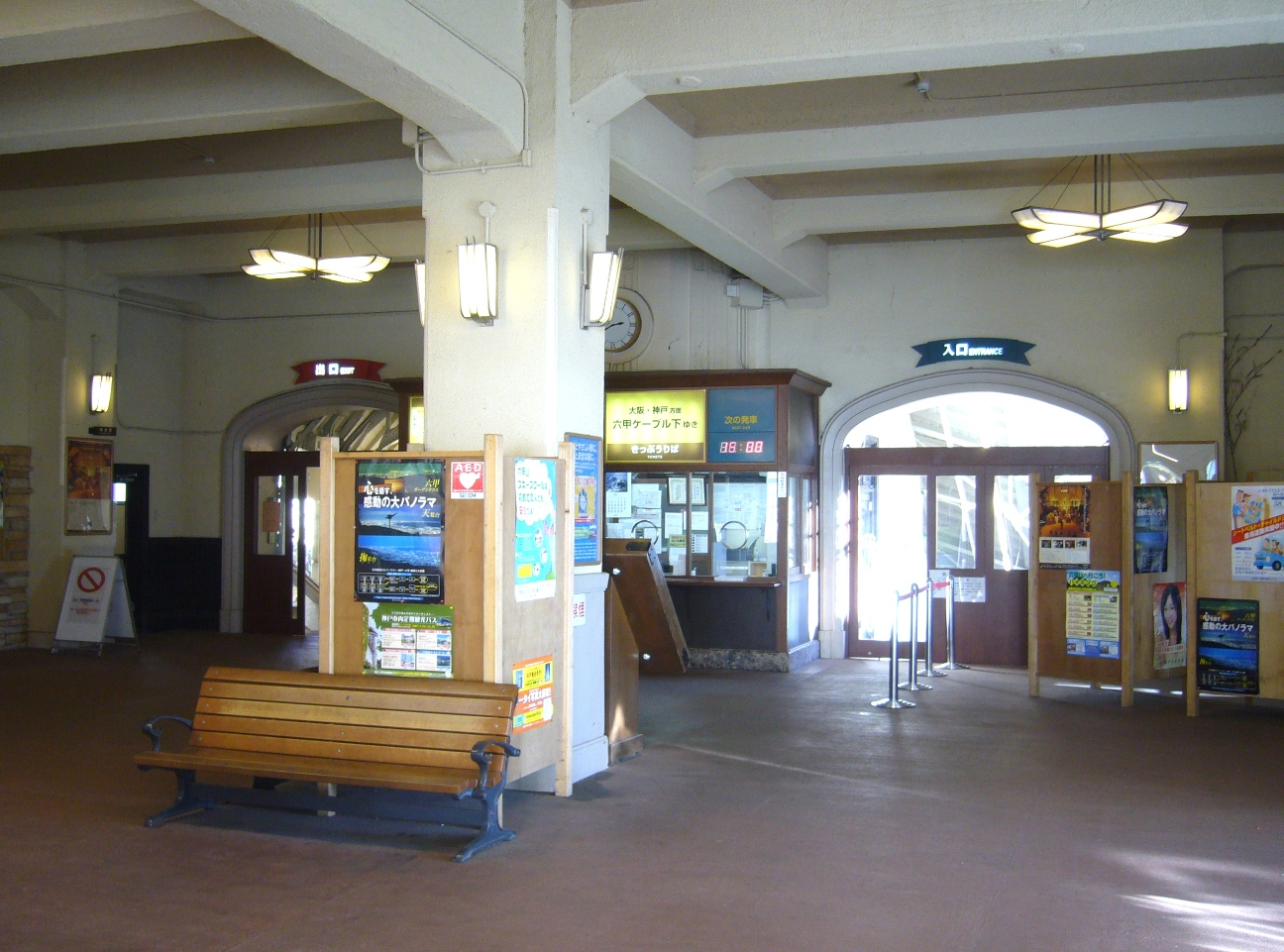
大堂

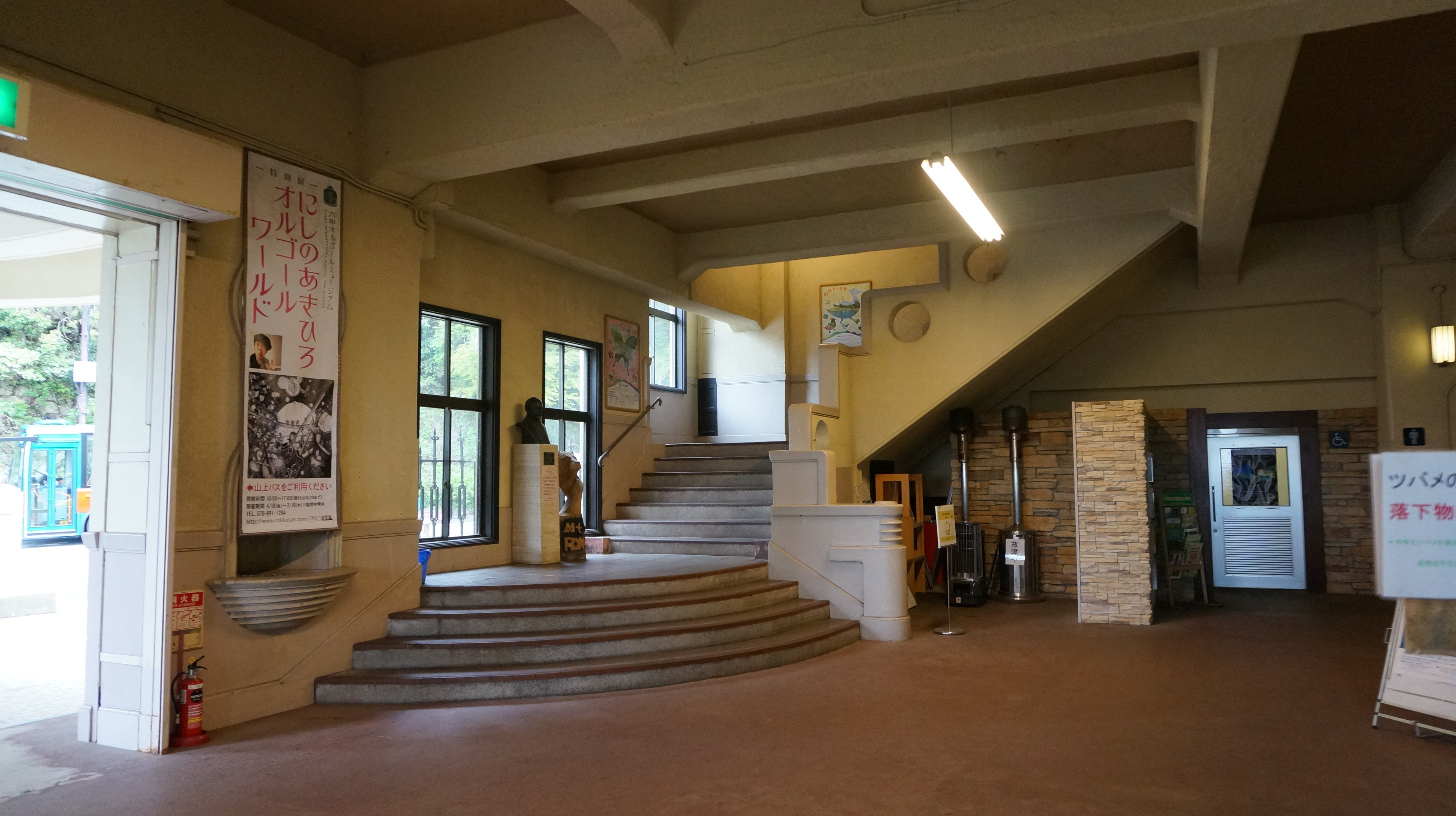
樓梯

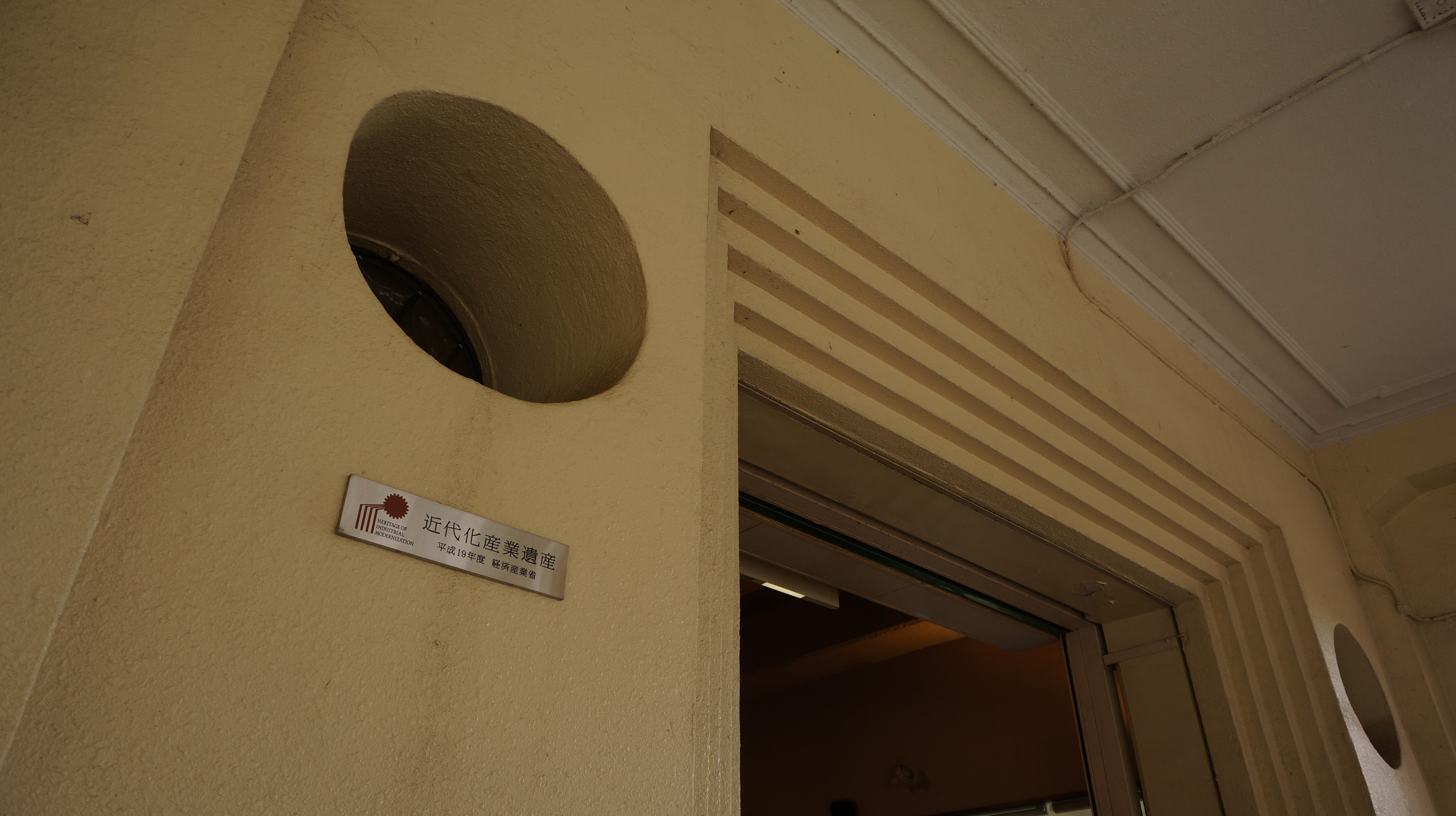
車站入口設有近代化產業遺產銘牌

- 1932年（昭和7年）3月10日 六甲越有馬鐵道六甲山站啟用[1]。當時六甲纜車分為2節，中間有一座清水站。改名為六甲山上站的日期不詳。
- 1938年（昭和13年）
  - 7月5日 發生阪神水災（日语：阪神大水害），清水站和土橋站（現時：六甲纜索下站）因土石流而受到破壞。車站本身沒有重大損壞。
  - 8月4日 臨時重開。
- 1944年（昭和19年）2月11日 成為不要不急線，路線暫停服務，車站也暫停營業。
- 1945年（昭和20年）8月25日 車站重開[1]。
- 1975年（昭和50年）10月29日 與摩耶纜索經營者摩耶鋼索鐵道合併，成為六甲摩耶鐵道車站。
- 1981年（昭和56年）5月25日 昭和天皇到訪此站。天皇乘坐私家車到達此站，並到訪觀景台，沒有使用纜車。後來屋頂觀景台改名為「天覽台」。
- 1995年（平成7年）
  - 1月17日 發生阪神大地震，使路線不能通行，車站暫停營業。
  - 7月21日 車站重開[2]。
- 2007年（平成19年）11月30日 經濟產業省認定六甲山酒店和六甲觀光相關遺產成為近代化產業遺產（日语：近代化産業遺産）。
- 2013年（平成25年）
  - 9月16日 颱風加上大雨，使路線不能通行，車站暫停營業。
  - 10月1日 六甲摩耶鐵道與六甲山相關設施的經營者阪神綜合休閒合併，成為六甲山觀光的車站。
- 2014年（平成26年）1月25日 車站重開[3]。

## 車站構造

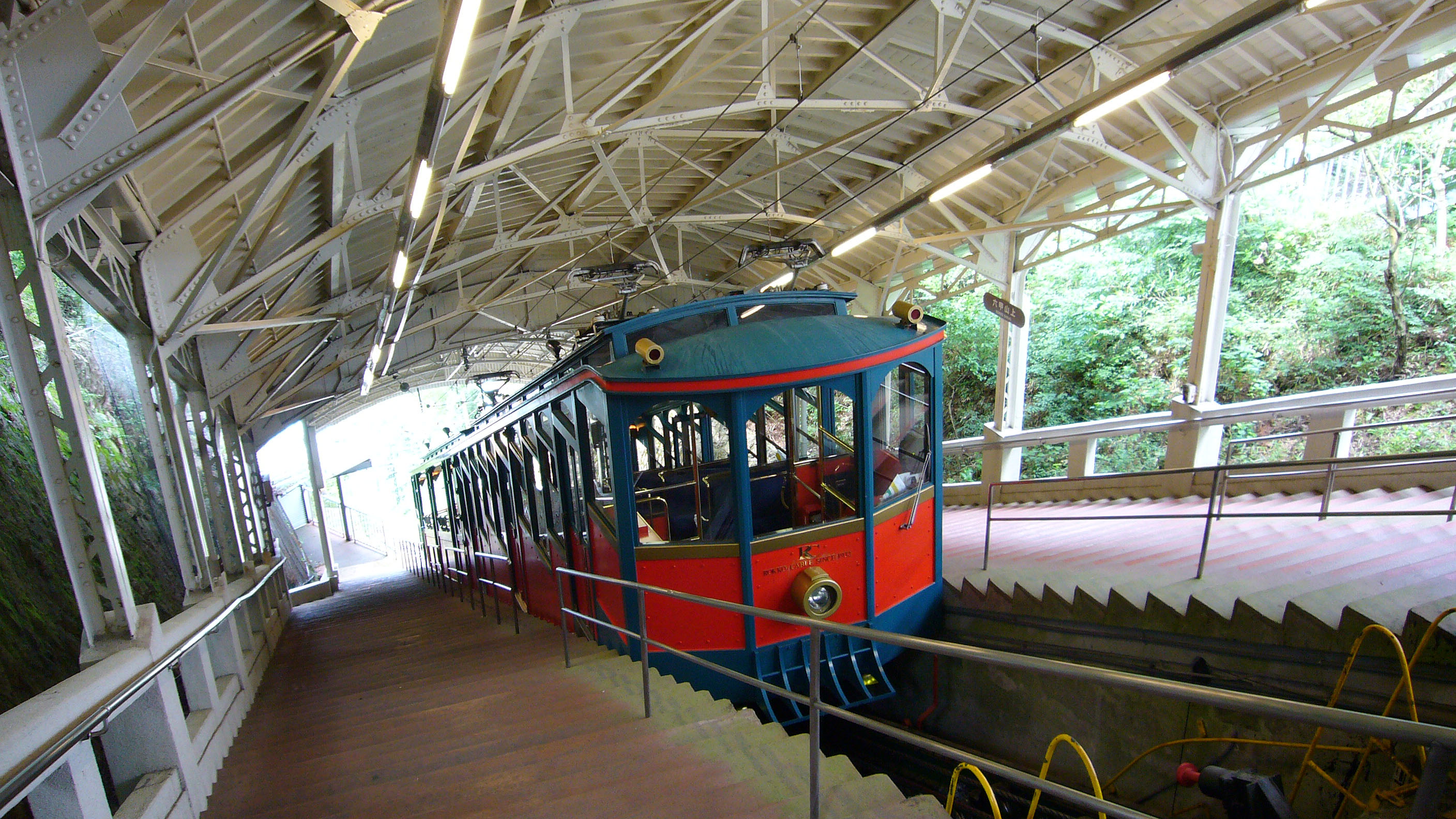
於月台停車站的1、2號車

車站是一座地面車站，月台位於路軌兩旁。從車站大樓望向月台，右邊是乘車專用月台，左邊是下車專用月台。月台呈梯級狀。檢票口位於售票處右邊出入口，在檢票前，門口會封閉。出口側有一扇門，通常是開著的。整個月台設有上蓋。車站原本鄰近六甲有馬索道的表六甲站，自從於2004年12月19日暫停營業後，該站暫停服務。

## 巴士路線
- 六甲山上巴士（日语：六甲山上バス） - 六甲山酒店（日语：六甲山ホテル）、六甲有馬索道裏六甲線六甲山頂站方向
- 阪急巴士（日语：阪急バス） - 六甲山牧場（日语：六甲山牧場）、阪急六甲、摩耶索道星之站方向
- 六甲摩耶空中穿梭巴士（日语：六甲摩耶スカイシャトルバス） - 六甲山牧場（日语：六甲山牧場）、摩耶索道星之站方向

## 相鄰車站
六甲山觀光
六甲纜索線
六甲纜索下－六甲山上

## 注腳
1. 1 2  曾根悟（監修）. 朝日新聞出版分冊百科編集部（編集） , 编. . 週刊朝日百科. 30号 モノレール・新交通システム・鋼索鉄道. 朝日新聞出版. 2011-10-16: 36 （日语）.
2. ↑  . 交通新聞 (交通新聞社). 1995-07-17: 3 （日语）.
3. ↑  . 神戸新聞. 2014-01-24  [2014-01-24]. （原始内容存档于2016-01-31） （日语）.